# Gleby deluwialne
Gleby deluwialne – gleby powstające w obniżeniach terenu oraz u podnóży stoków w krajobrazie pofalowanym, z materiału nanoszonego przez spływy powierzchniowe (deluwia). Mają miąższość powyżej 30 cm, często wykazują wyraźne warstwowanie oraz zróżnicowaną strukturę i odczyn – od lekko kwaśnego po zasadowy. Wyróżnia się gleby deluwialne:
- inicjalne, mające poziom próchniczny do 5 cm,
- właściwe z poziomem próchniczym 5–20 cm,
- próchniczne z poziomem próchniczym A i miąższością powyżej 20 cm,
- brunatne, które mają poziom próchniczy A i leżący pod nim poziom cambic.

Gleby deluwialne zalicza się do gleb eutroficznych i hipertroficznych – są to najżyźniejsze siedliska lasów wilgotnych i wyżynnych, potencjalnie porośnięte przez łęgi wiązowo-jesionowe (Ficario-Ulmetum) i grądy niskie (Tilio- lub Galio-Carpinetum).